# FK Vereja
FC Vereja (Bulgaars:  Футболен клуб Верея) is een Bulgaarse betaaldvoetbalclub uit de stad Stara Zagora, opgericht in 2001. 

## Geschiedenis
De club begon in de amateurreeksen en promoverede in 2006 naar de derde klasse, maar kon daar niet standhouden. In 2012 promoveerde de club opnieuw en kon twee jaar later naar de B Groep (tweede divisie). Ondanks een achtste plaats in 2016 kon de club promotie afdwingen naar de hoogste klasse, die geherstructureerd werd en nu als Parva Liga hernoemd werd. Na een zevende en zesde plaats werd de club in mei 2019 uit de competitie gezet wegens matchfixing. De club kreeg geen licentie voor de tweede klasse en moest dus in de derde liga van start gaan. In 2021 degradeerde de club ook uit de derde klasse. 